# Yōkan

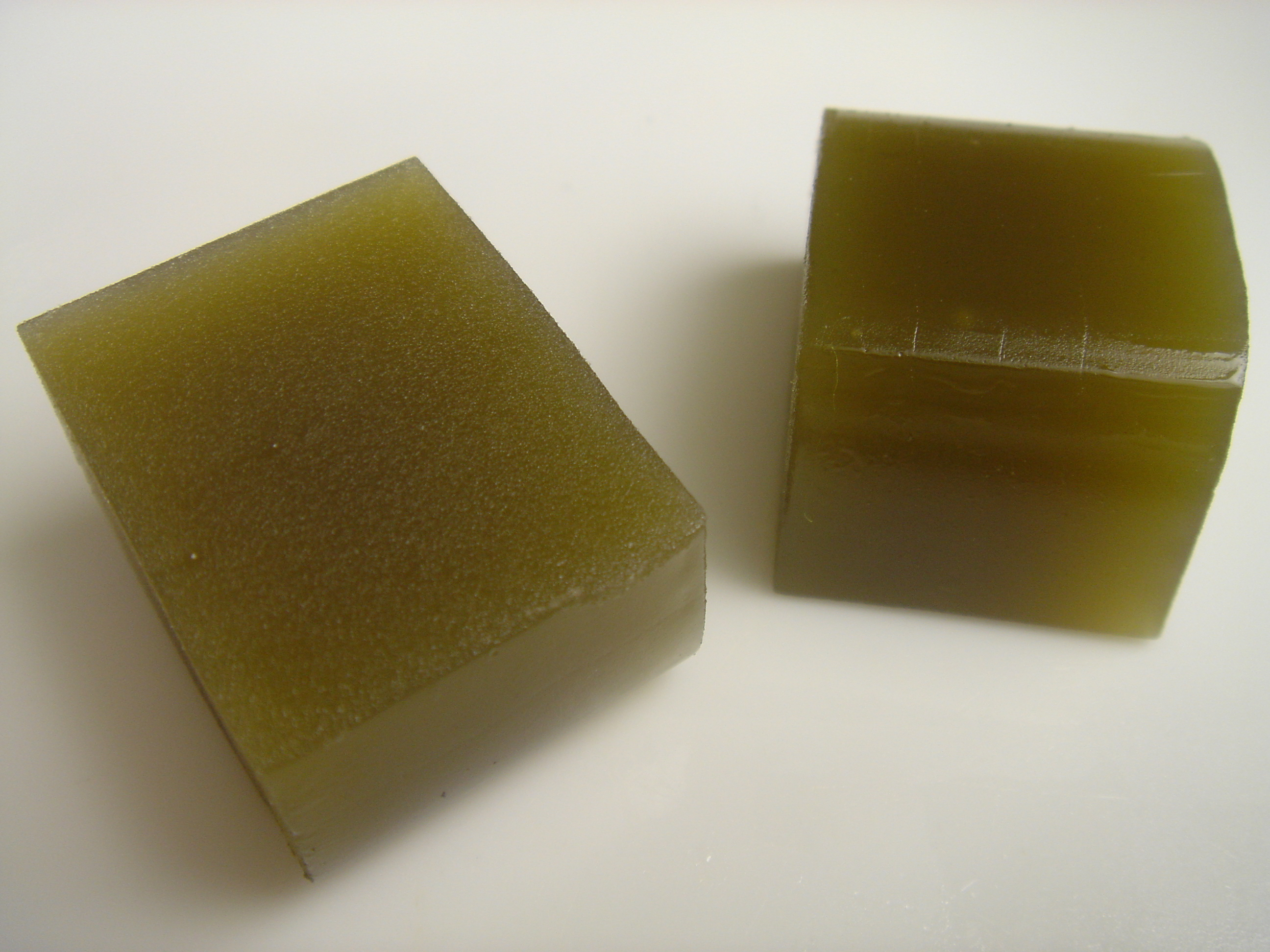
Cubetti di yōkan con tè verde

Lo yōkan è una gelatina compatta, composta da pasta di fagioli rossi, agar agar e zucchero, tipica del Giappone. È venduto di solito a cubetti, e mangiato a fette. Ci sono due tipi di yōkan: neri yōkan e mizu yōkan. Mizu vuol dire acqua, e indica che è preparato con più acqua del solito; il mizu yōkan è spesso congelato e consumato in estate.

## Tipi
Anche se lo yōkan che si trova in Giappone e in altre nazioni è preparato tipicamente con pasta di fagioli rossi, è anche comune quello preparato con la pasta di fagioli white kidney; questo tipo di  yōkan è latteo e traslucente con un sapore più delicato del primo; entrambi possono essere aromatizzati e colorati con polvere di tè verde.
Lo yōkan può anche contenere castagne sbriciolate, cachi, fagioli azuki, fichi e patate dolci tra gli altri. Lo zucchero può essere sostituito da miele, zucchero scuro integrale o melassa per variare il gusto del yōkan. C'è anche il shio yōkan, che contiene una piccola quantità di sale.

## Storia
Lo yōkan era in origine un prodotto cinese preparato con gelatina, ottenuta da carne di pecora bollita e fu introdotto in Giappone dai buddisti zen nei periodi Kamakura e Muromachi. Poiché il buddismo proibisce di uccidere gli animali, come gelatina fu usato l'agar; tale forma modificata diventò la base dello yōkan moderno. Uno dei più popolari dolci giapponesi, si è evoluto ulteriormente durante il periodo Edo quando lo zucchero fu maggiormente reperibile. Può essere conservato per molto tempo senza refrigerazione se è chiuso, ed è un articolo da regalo molto popolare.